# Николенко, Дмитрий Антонович
Николенко Дмитрий Антонович  (1917, дер. Булган Новосёловский район (Крым), Крым РСФСР, СССР — 1996, там же) — советский деятель сельского хозяйства, бригадир тракторной бригады, Герой Социалистического Труда (1958) .

## Биография
Дмитрий Антонович Николенко родился в 1917 году в деревне Булган Новосёловского района (Крым). 
Окончив среднюю школу стал трудиться  в колхозе. В 1938 году был призван в ряды Красной Армии. Во время Великой Отечественной войны служил в 1-м батальоне 261-го гвардейского стрелкового полка (87-ягвардейская стрелковая дивизия) заряжающим 45-мм артиллерийского орудия. 
Демобилизовавшись, вернулся в Крым, стал работать механизатором на МТС (машино-тракторной станции), позднее стал бригадиром тракторной бригады, которая становилась победителем социалистического соревнования между коллективами механизаторов Сакского района, а сам Дмитрий Антонович Николенко неоднократно принимал участие во Всесоюзной сельскохозяйственной выставке.
За особые заслуги в развитии сельского хозяйства и достижение высоких результатов по производству продуктов сельского хозяйства, внедрение в производство достижений науки и техники, передового опыта Дмитрию Антоновичу Николенко Указом Президиума Верховного Совета СССР от 26 февраля 1958 года было присвоено звание Героя Социалистического труда с вручением золотой медали «Серп и Молот» и Ордена Ленина
Был депутатом Крымского областного Совета депутатов трудящихся.
После выхода на пенсию проживал в селе Ромашкино Сакского района Автономной Республики Крым  в составе Украины (ныне – Республика Крым, Российская Федерация). 
Умер Дмитрий Антонович в 1996 году.

## Награды
- Звание Герой Социалистического Труда (Указ Президиума Верховного Совета СССР от 26 февраля 1958 года);
- Золотая медаль «Серп и Молот» (26 февраля 1958 — № 8083);
- Орден Ленина (26 февраля 1958 — № 356665);
- Ордена и медали.